# Rozzano
Rozzano é uma comuna italiana da região da Lombardia, província de Milão, com cerca de 35.524 habitantes. Estende-se por uma área de 12 km², tendo uma densidade populacional de 2960 hab/km². Faz fronteira com Milano, Assago, Zibido San Giacomo, Opera, Pieve Emanuele, Basiglio.

## Demografia
| Variação demográfica do município entre 1861 e 2011                               |
|                                                                                   |
| Fonte: Istituto Nazionale di Statistica (ISTAT) - Elaboração gráfica da Wikipedia |